# Wzgórza Oleszeńskie
Wzgórza Oleszeńskie  – wzgórza w południowo-zachodniej Polsce na Przedgórzu Sudeckim w województwie dolnośląskim. Zgodnie z podziałem fizycznogeograficznym (według Kondrackiego i Walczaka) jest to mikroregion należący do mezoregionu Masyw Ślęży.

## Położenie
Wzgórza położone są na obszarze Ślężańskiego Parku  Krajobrazowego na południowy wschód od miejscowości Sulistrowice, w południowo-wschodniej części Masywu Ślęży między Przełęczą Słupicką na południowym zachodzie a miejscowością Winna Góra na północnym wschodzie. Od strony północno-zachodniej od Ślęży oddzielone są Doliną Sulistrowickiego Potoku, a zbocze południowo-wschodnie opada w stronę Kotliny Dzierżoniowskiej.

## Opis
Wzgórza są podjednostką Masywu Ślęży, stanowiącą teren o odmiennym charakterze. Jest to około sześciokilometrowe pasmo niewysokich wzgórz, stanowiące wschodnie ramię Masywu Ślęży ciągnące się od Przełęczy Słupickiej. Grzbiety nie przekraczają wysokości 400 metrów n.p.m., jednak ze względu na stromość zboczy nabrały charakteru pasma górskiego. Grzbiet biegnie w kierunku północno-wschodnim, tworząc bezimienne trzy wzniesienia (387, 382 i 358 m n.p.m.), za którymi opada w kierunku wyraźnej Przełęczy Sulistrowickiej (280 m n.p.m.). Dwa ostatnie szczyty Winna Góra (317 m n.p.m.) i Gozdnik (315 m n.p.m.) są niższe, a oddziela je Przełęcz Przemiłowska (285 m) zwana też Łupkową Przełęczą, od której pasmo obniża się w kierunku Równiny Wrocławskiej i zanika w rejonie Księginic Małych i Winnej Góry. Poniżej bezimiennego szczytu środkowego u podnóża północnego zbocza na wysokości około 320 m n.p.m. znajduje się grupa niewielkich skał serpetynitowych Sulistrowickie Skały.

## Rzeźba
Wzgórza charakteryzują się urozmaiconą rzeźbą terenu o płaskich wierzchołkach wzniesień i średnim nachyleniu zboczy, całe pasmo podzielone jest przełęczami na trzy części. Wzgórza mają charakterystyczną strukturę dla grzbietów i wzgórz wyspowych oraz przedgórzy. Naturalne odsłonięcia skalne są stosunkowo rzadkie i ograniczają się jedynie do zboczy. Najwyższe wzniesienia występują w południowo-wschodniej części wzgórz. Na obszarze wzgórz występują grupy skalne oraz pojedyncze skały.

## Budowa
Wzgórza zajmują północno-wschodni fragment niecki śródsudeckiej na oderwanym i wypiętrzonym fragmencie formacji skalnej Masywu Czeskiego. Obszar ten powstał w czasie najstarszych ruchów górotwórczych i nie podlegał zmianom w czasie późniejszych fałdowań. Ostateczny wygląd wzgórze otrzymało w okresie epoki lodowcowej, kiedy to lądolód skandynawski naniósł w doliny grubą warstwę osadów. Wzgórza zbudowane są ze skał metamorficznych, tworzą go serpentynity z żyłkami magnezytu, kwarcu, chalcedonu i opalu, a sporadycznie występuje tu także nefryt, półszlachetna odmiana serpentynitu. Łagodniejsze stoki wzgórz pokryte są formami poglacjalnymi i utworami młodszymi, przeważnie czwartorzędowymi. W utworach czwartorzędowych występują plejstoceńskie, utwory lessopodobne, plejstoceńskie piaski i żwiry lodowcowe oraz gliny zwałowe.

## Krajobraz
Krajobraz jest urozmaicony i posiada znaczące walory krajobrazowe. Cały obszar pasma jest górzysty, porozdzielany przełęczami. Pasmo przedstawia krajobraz niskich gór i pogórzy, z wyraźnie zaznaczonymi wzniesieniami. Szczyty kopulaste, w większości zalesione z wyraźnym podkreśleniem zboczy. Cały obszar wzgórz porośnięty lasem mieszanym niewielką część obszaru niżej położonych zboczy zajmują łąki i pola uprawne. Krajobraz w większości przeobrażony. Pierwotny niskogórski charakter krajobrazu w większości został zachowany.

## Klimat
Klimat podgórski jest typowy dla większości obszaru Masywu Ślęży, gdzie mieszają się cechy klimatu oceanicznego kontynentalnego i górskiego. Jest to klimat ciepły, łagodny o umiarkowanej wilgotności. Przeważają wiatry nawiązujące do regionalnej cyrkulacji atmosferycznej, z przewagą kierunku zachodniego, o średnich prędkościach 3–3,5 m/s. W rejonie grzbietu prędkości wiatru wzrastają do 3,5–5 m/s. Średnioroczna temperatura powietrza wynosi 8 °C. Najniższe temperatury notuje się w styczniu, najwyższe w lipcu. Średnioroczne opady wynoszą około 580–700 mm, maksymalne opady notuje się w lipcu, minimalne w styczniu. Czas zalegania pokrywy śnieżnej wynosi od 50 do 60 dni. Wilgotność powietrza jest umiarkowana i sprzyja wegetacji roślin. Okres wegetacyjny wynosi około 220 dni i jest jednym z dłuższych w Polsce.

## Wody
Wzgórza Oleszańskie należą do zlewiska Morza Bałtyckiego, położone są w dorzeczu Odry. Największym ciekiem zbierającym wody ze wzgórz jest Sulistrowicki Potok odwadniający północno-zachodnie zbocza i Oleszna odwadniająca południowo-wschodnie zbocza.

## Miejscowości
W okolicach wzgórz znajdują się miejscowości: Sulistrowice i Sulistrowiczki, Oleszna, Słupice, Winna Góra, Młynica.

## Turystyka
Przez wzgórza przechodzą szlaki turystyczne.
- czerwony – z Sobótki przez Ślężę do Łagiewnik
- niebieski –  z Sobótki do Jordanowa Śl., prowadzący przez partię szczytową wzgórz
- zielony – ze Strzelec na Wzgórza Krzyżowe przez Przełęcz Słupicką.